# Opius metanivens
Opius metanivens är en stekelart som beskrevs av Fischer 1992. Opius metanivens ingår i släktet Opius och familjen bracksteklar. Inga underarter finns listade i Catalogue of Life.